# Kaltag (Alaska)
Kaltag es una ciudad ubicada en el Área censal de Yukón–Koyukuk en el estado estadounidense de Alaska. En el Censo de 2010 tenía una población de 190 habitantes y una densidad poblacional de 2,66 personas por km².

## Geografía
Kaltag se encuentra en las coordenadas 64°19′38″N 158°43′19″O / 64.32722, -158.72194. Según la Oficina del Censo de los Estados Unidos, Kaltag tiene una superficie total de 71.51 km², de la cual 55.92 km² corresponden a tierra firme y (21.8%) 15.59 km² es agua.

## Demografía
Según el censo de 2010, había 190 personas residiendo en Kaltag. La densidad de población era de 2,66 hab./km². De los 190 habitantes, Kaltag estaba compuesto por el 5.79% blancos, el 0% eran afroamericanos, el 91.58% eran amerindios, el 0% eran asiáticos, el 0% eran isleños del Pacífico, el 0% eran de otras razas y el 2.63% pertenecían a dos o más razas. Del total de la población el 0% eran hispanos o latinos de cualquier raza.

## Localidades adyacentes
El siguiente diagrama muestra a las localidades más próximas a Kaltag.